# Vito Russo
Vito Russo, né le 11 juillet 1946 et mort le 7 novembre 1990, est un militant américain LGBT, historien du cinéma et écrivain.

## Biographie
(janvier 2020).
Vito Russe est principalement connu comme auteur du livre The Celluloid Closet (1981, édition révisée 1987), décrit dans le New York Times comme « un ouvrage de référence essentiel » sur l'homosexualité dans l'industrie cinématographique américaine, adapté de façon posthume au cinéma en 1995 dans le documentaire du même nom.
Son engagement en faveur des droits civiques des personnes homosexuelles début en 1970, lorsqu'il rejoint la Gay Activists Alliance (en). Il fonde ensuite la Gay and Lesbian Alliance Against Defamation (GLAD). Au début des années 1980, il s'est impliqué dans les questions liées à l'épidémie de VIH, en participant activement à la collecte de fonds pour plusieurs organisations et en prenant fréquemment la parole lors de rassemblements politiques.
Son compagnon Jeffrey Sevick meurt du VIH en 1986. En sa mémoire, M. Russo a réalisé un panneau qui a été cousu dans le Patchwork des noms. Il s'agit de l'un des quatre panneaux dont la création a fait l'objet du film Common Threads, qui a remporté un Academy Award pour le meilleur documentaire.
Il meurt du VIH à l'âge de 44 ans en 1990.

## Filmographie
- Vito (film) (en) (2011)[4]